# بليتش
بليتش (ブリーチ بوريتشي) أو (بالإنجليزية: BLEACH) هي مانغا يابانية من فئة الشونين من تأليف رسام المانغا الياباني تايت كوبو، بليتش يتّبع أحداث قصة «إيتشيغو كوروساكي» بعد اكتسابه لطاقة الشينيغامي (死神 شينيغامي، تعني حرفيا "إله الموت") من شينيغامي آخر، ونظرًا لاكتسابه هذه الطاقة الجديدة فهو عليه القيام بواجبات الشينيغامي، والتي هي هزيمة الأرواح الشريرة والتي تسمى المجوفين أو الهولو (بالإنجليزية: Hollow) وقيادتهم إلى الحياة.
عرضت سلسلة مانغا بليتش في مختارات المانغا اليابانية ويكلي شونن جمب (Weekly Shōnen Jump) بين عامي 2001 و2016 بتعداد 74 مجلداً، تحولت المانغا إلى سلسلة حلقات أنمي تلفزوينية من إنتاج شركة استوديو بييرو منذ عام 2004 إلى غاية عام 2012 وقد توقفت عن إصدار الأنمي لوقت محدد. أفرزت السلسلة أيضا اثنين من حلقات الفيديو الأصلية OVA وأربعة أفلام رسوم متحركة والعديد من ألعاب الفيديو والكمبيوتر كما حصلت السلسلة على فيلم واقعي في 2018.
بيعت أكثر من 80 مليون نسخة من مانغا بليتش في اليابان وحدها، كما كانت الأكثر مبيعا في الولايات المتحدة، وفي عام 2018 تم الإعلان أن المانغا قد باعت أكثر من 120 مليون نسخة مطبوعة عالمياً، وحصلت على المركز الرابع في تصنيف الأنمي الأكثر شعبية في اليابان عام 2006 وظلت في المراكز العشرة الأولى في الولايات المتحدة منذ 2006 إلى 2008. كما حصلت المانغا على جائزة شوغوكن مانغا للشونن الديموغرافية عام 2005.

## مصطلحات المسلسل

### الأعراق
- الإنسان
  - محضر كامل (فول برنغر Fullbringers) (完現術者 （フルブリンガー） فوروبرنغا؟، تعني حرفيًا "فنان المظهر الكامل"): هم أشخاص وُلدوا بقوى مجوفين (هولو) حيث كل إحضار كامل (فول برنغ Fullbring) له قوته الخاصة.
  - زائد (بلص Plus) (整 بلس؟): هي روح حميدة لإنسان ميت.
- شينيغامي (死神 شينيغامي؟، تعني حرفيًا "إله موت" لكن اسمه في الإنتاج الإنجليزي Soul Reaper "حاصد أرواح"): هم أشخاص يعيشيون في مجتمع الأرواح ويقومون بإرسال الزائد (الأرواح الحميدة) إلى النعيم والمجوفين (هولو) إلى الجحيم.
  - فيزورد أو فايزرد (ヴァイザード فايزادو؟، تعني حرفيًا "الجيش المقنع"): هم مجموعة من الشينيغامي كانوا قوادًا ونواب قادة قد اكتسبوا قوى مجوفين (بسبب تجارب آيزن وعالجهم أوراهارا كيسكي وجعلهم يستطيعون السيطرة عليها) وحلفاء لإيتشيغو كروساكي؛ بعضهم عاد ليكون مرة أخرى قائد.
- مجوف (هولو Hollow) (虚 هورو؟): هي أرواح أصبحت وحوشًا بسبب انقطاع سلسلة المصير (هي سلسلة تكون في الروح على الصدر) حيث اختفت قلوبهم وأصبحت قناعًا؛ يتغذون على البشر ذوي القوى الروحية الكبيرة.
  - آرانكر (破面 (アランカル) أرانكرو؟،  تعني بالإسبانية "التمزيق" وباليابانية "القناع الممزق"): هم مجوفون تمكنوا من نزع جزء من القناع ليصبحوا أقوى بكثير وكان يدينون بالولاء لآيزن. يحملون سيفًا مثل الشينيغامي.
    - إسبادا (十刃، (エスパーダ) إسوبادا؟، تعني بالإسبانية "سيف" وباليابانية "عشرة نصول"): هم أعلى رتبة في الآرانكر وفي جيش آيزن وأقواهم وعددهم عشرة.
- كوينسي (كوينشي) (滅却師 كوينشي؟، تعني حرفيًا "راهب الدمار"): هم بشر لديهم قوة روحية عالية يستخدمون القوس والسهم للقضاء على المجوفين لكنهم بعكس الشينيغامي يقومون بإنهائهم من الوجود أما الشينيغامي يرسلونهم إلى الجحيم. بسبب طريقتهم كاد التوازن بين عالم الأرواح والعالم الحي أن يختل؛ لذا قام الشينيغامي بإبادتهم ولم يبق منهم إلا القليل.
- باونت: هم بشر لديهم أيضًا قوة روحية عالية، ويتميزون بالخلود عن طريق امتصاص أرواح البشر عندما يموتون، أو عن طريق قتلهم بأكل روحهم (يموتون عندما تمتص روحهم وهم أحياء).

### منظمات وأماكن
- مجتمع الأرواح (尸魂界 (ソウル・ソサエティ) سورو سوسايتي؟، تعني حرفيًا "عالم الأرواح الميتة"): هو المكان الذي يعيش فيه الشينيغامي ومعظم الأرواح المبعوثة من عالم البشر.
- الغوتاي 13 (護廷十三隊 غوتايجوسانتاي؟، تعني حرفيًا "فرق الحماية الملكية الثلاثة عشر"): هي مؤسسة عسكرية مخصصة لحماية مجتمع الأرواح؛ وكل فرقة لها قائد ونائب قائد ورتبها تسمى المقاعد.
- الهيوكو موندو (虚圏 (ウェコムンド) ويكوموندو؟، تعني بالإسبانية "عالم أجوف" وباليابانية "ميدان أجوف" وقد يشار إليها باسم "عالم المجوفين"): هو عالم يعيش فيه المجوفين بعيدًا وكان يسيطر عليه آيزن.
  - لاس نوتشيس (虚夜宮 راسو نوتشيسو؟، تعني بالإسبانية "الليالي" وباليابانية "قصر الليل الأجوف"): هو القلعة الموجودة في الهيوكو موندو ومركز عمليات آيزن.
- إكسكيوشن (エクスキューション إيكسكيوشون؟): كانت منظمة سرية للمحضرين الكاملين (فول برنغرز Fullbringers) في عالم البشر.
- الفاندنرايخ (見えざる帝国 (ヴァンデンライヒ) فاندينرايهي؟، رايخ تعني بالألمانية "إمبراطورية" وفاندن تعني باليابانية "غير المرئية" أو "المخفية" وتسمى "الإمبراطورية المخفية"): هي منظمة تجمع الكوينسي المتبقين من الإبادة وقد أعلنت الحرب على مجتمع الأرواح وسيطرت على الهيوكو موندو.

### أسلحة وتقنيات
- طاقة روحية أو الضغط الروحي (霊圧 رياتسو؟): والبعض يترجمها رياتسو.
- زانباكتو (斬魄刀 زانباكتو؟، تعني حرفيًا "سيف قاطع للأرواح" أو "ذابح أرواح"): وهو سيف يستخدمه الشينيغامي للقتال. يستخدم الآرانكر سيفًا مثله.
  - شيكاي (始解 شيكاي؟، تعني حرفيًا "الإطلاق الأول"): وهي مرحلة من مراحل قوى قاطع الأرواح وعادة يفعلها الشينيغامي بمنادة اسم الزانباكتو (قاطع الأرواح).
  - بانكاي (卍解 بانكاي؟، تعني حرفيًا "الإطلاق الأخير"): وهي آخر مرحلة من مراحل قوى قاطع الأرواح ويكون في أعظم قوته وقدراته وعادة يتقن هذه القدرة فقط القادة.
- كيدو (鬼道 كيدو؟، تعني حرفيًا "طريقة الشيطان" أو "طريقة روحية"؛ وأحيانًا تترجم "تعاويذ"): هي قدرات سحرية للشينيغامي.
  - باكودو (縛道 باكودو؟، تعني حرفيًا "طريقة الإلزام"): وهي تعاويذ تستطيع تجميد حركة عدو أو شخص.
  - هادو (破道 هادو؟، تعني حرفيًا "طريقة دمار"): وهي تعاويذ هجومية تسبب ضررًا للعدو.
  - كايدو (تعني «كيدو العلاج» أو «طريقة العلاج»): وهي تعاويذ علاجية تستخدمها الفرقة الرابعة لعلاج المصابين.

## القصة

### ارك عميل الشينغامي
• إيتشيغو كوروساكي فتى مراهق يستطيع رؤية الأرواح. تظهر له الشينيغامي روكيا كوتشيكي لتقاتل الوحوش المجوفة (الهولو). • حينئذٍ يقابلها إيتشيغو وهي مصابة نتيجة لذلك وتقرر إعطائه قوى الشينيغامي ليدافع عن عائلته. عندئذٍ يستلم إيتشيغو واجباتها في قتال الوحوش (الهولو) ويصبح الشينيغامي البديل (حاصد الارواح البديل) ونتيجة لذلك وحسب قوانين مجتمع الأرواح أنها تحسب جريمة إذا نقل أحد الشينيغامي قواه إلى بشري.
• فيظهر القائد بياكويا كوتشيكي ونائبه رينجي أباراي لأخذ روكيا إلى مجتمع الأرواح لتعدم ولكن يحاول إيتشيغو التصدي لهم، فيهزمه بياكويا ويأخذ روكيا إلى مجتمع الأرواح ومعه رينجي أباراي.

### ارك غزو الريوكا
• يقوم أوراهارا كيسكي ويوروتشي شيهين (قائدان سابقان يعيشان في عالم البشر) بتدريب إيتشيغو وأصدقائه اينوي أوريهيمي وياستورا سادو (تشاد) وإيشيدا اوريو لإنقاذ روكيا.
• بعد فترة من التدريبات يدخل إيتشيغو وأصدقائه مجتمع وتعترضهم بعض القتالات من الحراس والقادة منهم رينجي أباراي (تذكر تدريبات اوراهارا كيسكي) وايكاكو مادارام وكينباتشي زاراكي (قام بتقوية علاقته مع الزانباكتو الخاص به) وبياكويا كوتشيكي (اتقن استخدام البانكاي) واتخذ كل المعارك كتدريب على المقاتلة..
• يخدع سوسكي آيزن (قائد الفرقة الخامسة) الجميع لجعلهم يظنون أنه قُتل؛ وكان هو صاحب قرار إعدام روكيا، ثم يظهر ويأخذ جوهرة داخل جسم روكيا تسمى الهوغيوكو كان قد زرعها اوراهارا كيسكي بداخلها، ويهرب بها إلى الهيوكو موندو مع قائدي الفرقة الثالثة والتاسعة غين إيتشيمارو وكينامي توسين.

### ارك غزو الآرانكر
• بعد مدة من هروب آيزن يظهران اثنان من الآرانكر ليختبران إيتشيغو لكنه عند المواجهة يسطير عليه الهولو الذي بداخله. يظهر شينجي هيراكو قائد الفيزورد لدعوة إيتشيغو للانضمام إليهم. يرسل مجتمع الأرواح 6 أشخاص من فرق مختلفة لمواهجة الهجمة المتوقعة للآرانكر الذين ظهروا على حين غرة، لكن قُتل معظمهم عدا قائدهم غريمجو الذي عاقبه توسين.
• بعدئذٍ ذهب إيتشيغو إلى الفيزورد لكي يتعلم السيطرة على المجوف الذي بداخله. يكشف القائد الأعلى ياماموتو عن خطة آيزن أنه يريد صنع مفتاح الملك الذي يؤدي إلى قصر ملك الأرواح ولكي يتم ذلك سوف يذهب إلى مدينة كاراكورا لأن سكانها ذو ضغط روحي عالي ولكن سيتسبب ذلك في تدمير كاراكورا بأكملها.
• تظهر مجموعة أخرى من الإسبادا للهجوم على المدينة لكن يتصدون لهم القادة. يختطف الإسبادا ألوكيورا أوريهيمي بأمر من ايزن؛ وعند إخبار القائد الأعلى يرفض إنقاذها فيقرر إيتشيغو الذهاب إلى الهيوكو موندو لإنقاذها.

### ارك غزو الهيوكو موندو
• يدخل إيتشيغو وسادو وإيشيدا الهيوكو موندو ثم يلحق بهم روكيا ورينجي. يواجهون عدة قتالات من الإسبادا السابقين والحاليين أبرزهم غريمجو الذي هزمه إيتشيغو (السادس) والوكيورا (الرابع) الذي كاد أن يقتل إيتشيغو لولا ثار الهولو الذي بداخله وسحق الوكيورا بهزيمة ناكرة تسببت في موت الوكيورا.
• بعد فترة من القتال الضاري المستمر يظهر قادة في الهيوكو موندو مرسلون من مجتمع الأرواح لمساعدة إيتشيغو وهم كينباتشي زاراكي وريتسو أوناهانا ونائبتها إيساني وبياكويا كوتشيكي ومايوري كوروتسوشي ونائبته نيمو. يهزم كينباتشي نويتورا (الخامس) ويهزم بياكويا الإسبادا السابع. وكانت ريستو موجودة لعلاج المصابين؛ وتوجه كوروتسوشي لمواجهة زايلبورو (الثامن) وهزمه.
• يقوم آيزن بعد ذلك بالكشف عن خطته الذي أوقع فيها بأربعة قادة سجناء في الهيوكو موندو وأنه متوجه إلى مدينة كاراكورا لتنفيذ خطته آخذًا معه الإسبادا الثلاثة الأوائل وتاركًا الهيوكو موندو في رعاية ألوكيورا.

### ارك الغزو الأبيض
• يتجه آيزن إلى مدينة كاراكورا، ولكن قام القادة بمساعدة اوراهارا كيسكي أن يصنعوا نموذج مطابق للمدينة، وعند وصوله يجد في انتظاره بقية القادة. يخوض القادة ونواب القادة معارك ضارية مع الإسبادا فيهزمون معظمهم.
• يظهر الفيزورد ليساعدوا في حماية مدينة كاراكورا. لكن يهزمهم آيزن وغين بينما يُهزم توسين. يلحق إيتشيغو وأبوه ويوروتشي وأوراهارا بهم ويخوضون معهم المعركة. يهرب آيزن قبل أن يهزم إيتشيغو والبقية ويتجه نحو مدينة كاراكورا الحقيقية.

### ارك غزو مجتمع الأرواح
• في طريق إيتشيغو وأبوه نحو مدينة كاراكورا الحقيقية، وأثناء ذهابهم في العالم البيني يقوم والده بتعليمه تقنية الجيتسوجاتينشو النهائية (الهجوم الاخير) ولكن إذا استعملها سيفقد قوى الشينيغامي لديه. يصل آيزن وغين إلى مدينة كاراكورا الحقيقية لكن تلحق بهم رانغيكو لتطلب من غين عدم اتباع آيزن. بعدئذٍ، يخون غين آيزن ويقوم بسرقة الهوغيوكو منه لكنه يكتشف أن آيزن قام بزرعها داخل جسمه. يقوم آيزن بقتل غين.
• حينئذٍ يصل إيتشيغو ويبدا المعركة الضارية مع ايزين وكان ايتشيغو ذو قوة وطاقة روحية عالية. فقام بهجوم الجيتسوجاتينشو النهائية وهزم آيزن هزيمة ناكرة. ثم وصل أوراهارا كيسكي وقام بختم آيزن ونقل إلى المركز 46 وحكم عليه بالسجن مدى الحياة.

### ارك العميل المفقود (منظمة الاكسكيوشن السرية)
بعد 17 شهر من هزيمة آيزن، تظهر منظمة تسعى لضم واستعادة قوة إيتشيغو لكي يساعدهم.
• يدربونه ليتقن قوة جديدة تسمى السحب الكامل (فولبرينغ Fullbring) ولكن يقوم قائد المنظمة كوغو غينجو بخداع إيتشيغو ويسرق قوة سحبه الكامل.
• حينئذٍ تظهر روكيا وعدد من القادة والضباط لمساعدة إيتشيغو ويهزمون المنظمة ويقومون بإعادة قوة الشينيغامي لإيتشيغو.

### ارك حرب الكوينسي الدموية
• تبدأ أمور غريبة بالحدوث في مجتمع الأرواح باختفاء كبير في عدد الهولو واختفاء أناس من مقاطعة الروغونكاي يتبعها أيضا ظهور شخص غريب يحارب إيتشيغو ويحاول سرقة البانكاي الخاص بكورساكي لكنه يفشل وينسحب بعدما أثار تساؤلات إيتشيغو التي منها أن خصمه يحمل نفس الشارة التي لدى رفيقه ايشيدا اوريو، أيضا في الوقت نفسه يظهر غرباء عند القائد الأعلى ويعلنون الحرب وأن مجتمع الأرواح سينتهي خلال خمسة أيام يسألهم القائد عن هوياتهم ولكنهم يختفون مخلفين خلفهم النائب ساساكيبي على حافة الموت في اندهاش من القائد الأعلى ثم يفصح ساساكيبي عن أن الخصوم يقدرون على ختم بانكاي من يوجههم فيموت بسبب جراحه وتحدث حالة استنفار في السول سوسايتي.
• يحاول إيتشيغو الدخول إلى مجتمع الأرواح فتقابله نيل وتخبره أن الهيكوموندو قد استولى عليه غرباء ليستنفر معه رفاقه للذهاب مع اوراهارا وعند وصولهم يجدون الأوان قد فات وأن الهيكوموندو قد دمرت وهناك يتحرك قائد زعيم الكوينشي (تعني راهب الدمار) ويدعى يوهاباخ برجاله بعد علمه بدخول إيتشيغو إلى الهيكو موندو، يبدأ الغزو المفاجئ ويظهر يوهاباخ بعد أن عرف القائد الأعلى أنه هو نفس الخصم الذي واجهه قبل الف سنة ولم ينجح في قتله.
```
يقاتل قادة الشينيغامي الشتيرن رايتر (تعني فرسان النجوم وهم نخبة جنود يوهاباخ) ويسرق الشتيرن رايتر البانكاي الخاص بالقادة ويتعرض الشينيقامي لمقاتلة عظيمة ويهزم القادة، وقتها كان ايتشغو يقاتل أحد الشتيرن رايتر يدعى ((كويلج أوبي الحرف J)) الذي اعترف له بأنهم الكوينشي قد عادوا للإنتقام من الشينيقامي، وبعد أن يوقفه اوراهارا ينطلق ايتشغو لمساعدة الشينيقامي في أرض المعركة بعد وصوله نبأ اكتساح الكوينشي لمجتمع الأرواح لكن كويلج يوقفه باستخدام سجنه سجن شيلغي لكنه يخرج بطريقة مجهولة،
```

• يصل ياماموتو جينيريوساي إلى أرض المعركة ويلتقي أخيراً بيوهاباخ وتنشب معركة قوية يظهر بانكاي ياماموتو ((زانكا نوزاشي- تجسيد الشمس الحارق)) وبعد أن ينجح ياماموتو في قتل يوهاباخ يظهر أنه لم يكن يوهاباخ إنما كان أحد الشتيرن رايتر ((لويد ليود الحرف Y)) حيث قام بنسخ قوى قائده بأمر منه الذي ذهب للقاء أيزن سوسيكي يعود يوهاباخ لأرض المعركة ويسرق بانكاي القائد الأعلى ويقتله شر قتلة فينهار البقية.
• وقتها وصل إيتشيغو لمواجهة يوهاباخ بطلب من بياكويا، كاد يوهاباخ أن يسحق إيتشيغو لولا أن ثارت قوى غريبة داخله سماها يوهاباخ البلوت فيني (درع الدم) ينتهي وقت يوهاباخ ورجاله خارج الفاندنرايخ بعد أن عبث أيزن بحواسهم..
• فينسحب الكوينشي مخلفين حقيقة صادمة هي أن إيتشيغو كوينشي والنهاية

## شخصيات المسلسل

### مدينة كاراكورا

#### مدينة كاراكورا
| اسم الشخصية      | العرق                          | الانتماء       | الوظيفة       | وصف |
| ---------------- | ------------------------------ | -------------- | ------------- | --- |
| إيتشيغو كوروساكي | إنسان (شينيغامي، هولو، كوينشي) | مدينة كاراكورا | شينيغامي بديل | هو البطل الأساسي في القصة، وهو طالب مدرسة عمره 17 سنة ذا شعر برتقالي اللون، يحمل قوى الشينيغامي ويحمي مدينة كاراكورا من الهولو.                                                                   |
| أوريو إيشيدا     | كوينشي                         | مدينة كاراكورا | طالب          | هو وأبيه من الكوينشي المتبقين، يكره الشينيغامي كرهًا شديدًا، وهو صديق لإيتشيغو (لأنه بديل شينيغامي).                                                                                                |
| ياستورا سادو     | إنسان                          | مدينة كاراكورا | طالب          | شاب ذو بنية قوية هادئ الطباع قليل الكلام، ذو هوس غير طبيعي بالأشياء والمقتنيات الجميلة خصوصًا الحيوانات الأليفة. لديه يدان قويتان تعد اليمنى للدفاع واليسرى للهجوم، وقوته قريبة جدًا من قوى الهولو. |
| أوريهيمي إينوي   | إنسان                          | مدينة كاراكورا | طالبة         | شخصية لطيفة ومحبوبة ودائمًا مفعمة بالنشاط، معجبة بإيتشيغو، تمتلك القدرة على تسريع الزمن حيث تستطيع من خلالها أن تعالج الجروح التي لا يستطيع أحد معالجتها، وقد اكتسبت هذه القوى من كروساكي.         |

#### سكان يعيشون في مدينة كاراكورا
| اسم الشخصية                       | العرق    | الانتماء                                   | الوظيفة                                      | وصف |
| --------------------------------- | -------- | ------------------------------------------ | -------------------------------------------- | --- |
| إيشين كوروساكي (إيشين شيبا سابقًا) | شينيغامي | مدينة كاراكورا                             | جراح قائد الفرقة العاشرة سابقًا               | والد إيتشيغو وقائد سابق في فرق الحماية الملكية الثلاثة عشر، ضحى بقوته لأجل إنقاذ ماساكي كروساكي التي أنقذته من هجوم لمجوف آيزن للتجارب.         |
| أوراهارا كيسكي                    | شينيغامي | مجتمع الأرواح مدينة كاراكورا متجره         | صاحب متجر قائد الفرقة الثانية عشر سابقًا      | قائد سابق في فرق الحماية الملكية الثلاثة عشر، تم نفيه ظلمًا بسبب تهمة عمل تجارب على القواد والمجوفين. افتتح متجرًا للأشياء الروحية في عالم البشر. |
| يورويتشي شيهين                    | شينيغامي | مجتمع الأرواح مدينة كاراكورا متجر أوراهارا | قائدة الفرقة الثانية سابقًا زعيمة عشيرة شوهين | قائدة سابقة في فرق الحماية الملكية الثلاثة عشر، هربت مع كيسكي أوراهارا وتعيش حاليًا معه في متجره.                                                |
| تيساي تسوكابيشي                   | شينيغامي | مجتمع الأرواح مدينة كاراكورا متجر أوراهارا | قائد فرقة الكيدو سابقًا                       | كان قائد فرقة الكيدو حكم عليه بالسجن لاستخدامه تقنيات محرمة لمساعدة أوراهار، يمتاز بقوة الشخصية. نجح في الهروب من مجتمع الأرواح مع كيسكي.       |
| ريوكين إيشيدا                     | كوينشي   | مدينة كاراكورا مستشفى كاراكورا             | طبيب رئيس مستشفى كاراكورا                    | من الكوينسي المتبقين، وهو رئيس مستشفى مدينة كاراكورا.                                                                                           |
| كارين كروساكي                     | إنسان    | مدينة كاراكورا                             | طالبة                                        | أخت إيتشيغو لديها القدرة على رؤية الأرواح. |
| يوزو كروساكي                      | إنسان    | مدينة كاراكورا                             | طالبة                                        | أخت إيتشيغو وقد حلت محل أمها في أعمال المنزل بعد وفاتها.                                                                                        |
| تاتسوكي أريساوا                   | إنسان    | مدينة كاراكورا                             | طالبة                                        | صديقة أوريهيمي وإيتشيغو، وهي لاعبة كاراتيه ماهرة.                                                                                               |
| جينتا هاناكاري                    | إنسان    | مدينة كاراكورا متجر أوراهارا               | موظف (في متجر أوراهارا)                      | وهو فتى يعمل في متجر أوراهارا كيسكي. |
| أورورو تسوموغيا                   | إنسان    | مدينة كاراكورا متجر أوراهارا               | موظفة (في متجر أوراهارا)                     | فتاة تتميز بقوة كبيرة وغامضة لم يستطع اتشيغو هزيمتها في السابق وكادت أن تقتله                                                                   |

### مجتمع الأرواح
| اسم الشخصية                       | العرق             | الانتماء      | الوظيفة                                                   | وصف |
| --------------------------------- | ----------------- | ------------- | --------------------------------------------------------- | --- |
| غينريوساي شيغوكوني ياماموتو (ميت) | شينيغامي          | مجتمع الأرواح | قائد الفرقة الأولى سابقًا القائد الأعلى سابقًا              | أقدم شينيغامي ومؤسس أكاديمية الشينيغامي. أقوى الشينغامي مطلقًا، ولم يولد شينيجامي أقوى منه منذ أن أسس الأكاديمية لذلك ظل القائد الأعلى لمدة 1000 سنة تقريبًا ثم قتل على يد ملك الكوينشي. |
| تشوجيرو ساساكيبي (ميت)            | شينيغامي          | مجتمع الأرواح | نائب قائد الفرقة الأولى سابقًا                             | تلميذ غينريوساي وخادمه وكان يقتدي به دائمًا. |
| شينسوي كيوراكو                    | شينيغامي          | مجتمع الأرواح | قائد الفرقة الأولى القائد العام قائد الفرقة الثامنة سابقًا | تلميذ غينريوساي ومن أقدم القادة في فرق الحماية الثلاثة عشر. |
| ناناو إيسي                        | شينيغامي          | مجتمع الأرواح | نائبة قائد الفرقة الأولى نائبة قائد الفرقة الثامنة سابقًا  | شخصية هادئة وغير محبة للعنف. |
| غينشيرو أوكيكيبا                  | شينيغامي          | مجتمع الأرواح | نائب قائد الفرقة الأولى                                   | كان المقعد الثالث في الفرقة الأولى وأصبح نائبًا مع ناناو إيسي. |
| سوي فون                           | شينيغامي          | مجتمع الأرواح | قائدة الفرقة الثانية                                      | قائدة الشرطة العسكرية للاغتيال. تكره أوروهارا كثيرًا ولكنها تحب يوروتشي كثيرًا. |
| ماريتشيو أومايدا                  | شينيغامي          | مجتمع الأرواح | نائب قائدة الفرقة الثانية                                 | شخص محب للمال يتميز بأنه ثرثار. |
| روجورو أوتوريباشي                 | شينيغامي          | مجتمع الأرواح | قائد الفرقة الثالثة                                       | شخص محب للفن. كان قائد فرقة سابقًا قبل 100 عام لكنه كان ضحية لتجارب آيزن فهرب لكنه عاد ليصبح قائدًا من جديد.                                                                             |
| غين إيتشيمارو (ميت)               | شينيغامي          | مجتمع الأرواح | قائد الفرقة الثالثة سابقًا                                 | من الشينغامي المتميزين، لكنه خان مجتمع الأرواح وهرب مع آيزن لكن اتضح أنه يكره آيزن لذا قام بخيانته فقتله ايزن.                                                                         |
| إيزورو كيرا                       | شينيغامي          | مجتمع الأرواح | نائب قائد الفرقة الثالثة                                  | شخص أصفر الشعر، وقد بقي في منصبه منذ سنين. |
| ريستو أوناهانا                    | شينيغامي          | مجتمع الأرواح | قائدة الفرقة الرابعة سابقًا                                | تعد من أقوى قادة الشينيغامي فهي من أقدم 3 قادة. ولديها شخصية غريبة جدًا مؤثرة في الناس بمجرد النظر إليهم.                                                                               |
| إيساني كوتيتسو                    | شينيغامي          | مجتمع الأرواح | نائبة قائدة الفرقة الرابعة                                | امرأة لطيفة علمتها ريتسو أوناهانا العلاج. |
| شينجي هيراكو                      | شينيغامي          | مجتمع الأرواح | قائد الفرقة الخامسة                                       | كان قائد الفيزورد ومن الذين أجرى آيزن تجاربه عليهم. |
| مومو هيناموري                     | شينيغامي          | مجتمع الأرواح | نائبة قائد الفرقة الخامسة                                 | فتاة خجولة كانت تحب قائدها آيزن كثيرًا. |
| سوسكي آيزن (مسجون)                | شينيغامي          | نفسه          | قائد الفرقة الخامسة سابقًا                                 | كان قائد الآرانكار، فقد خان مجتمع الأرواح وكان يحاول صنع مفتاح الملك للوصول إلى قصر الأرواح.                                                                                           |
| بياكويا كوتشيكي                   | شينيغامي          | مجتمع الأرواح | قائد الفرقة السادسة                                       | شخص هادئ وغامض بطبعه لديه مبدأ تنفيذ القانون حتى على أقاربه. |
| رينجي أباري                       | شينيغامي          | مجتمع الأرواح | نائب قائد الفرقة السادسة                                  | صديق روكيا منذ الطفولة وقد ساعد إيتشيغو كثيرًا. |
| ساجين كومامورا                    | شينيغامي          | مجتمع الأرواح | قائد الفرقة السابعة                                       | شكله يشبه الثعلب يهتم بأمر القائد العام لأنه أعطاه فرصة لكي يكون من أحد قادة فرق الحماية الثلاثة عشر.                                                                                  |
| تيتسوزايمون إيبا                  | شينيغامي          | مجتمع الأرواح | نائب قائد الفرقة السابعة                                  | شخص يحب القتال كثيرًا كأعضاء الفرقة الحادية عشر. |
| كينسي موغوروما                    | شينيغامي          | مجتمع الأرواح | قائد الفرقة التاسعة                                       | كان أحد أعضاء الفيزورد وهو أيضًا من الذين أقام عليهم آيزن تجاربه. |
| شوهي هيساغي                       | شينيغامي          | مجتمع الأرواح | نائب قائد الفرقة التاسعة                                  | هو شخص هادئ بطبعه وكان يحب معلمه توسين كثيرًا. |
| كانامي توسين (ميت)                | شينيغامي (آرانكر) |               | قائد الفرقة التاسعة سابقًا                                 | كان أحد الذين خانوا مجتمع الأرواح وهرب مع آيزن، لقد كان يطيع كل أوامر آيزن حرفيًا دون أي اعتراض.                                                                                        |
| توشيرو هيتسوغايا                  | شينيغامي          | مجتمع الأرواح | قائد الفرقة العاشرة                                       | يعرف بالفتى المعجزة لأنه أصبح قائد فرقة وهو طفل. |
| رانغيكو ماتسوموتو                 | شينيغامي          | مجتمع الأرواح | نائبة قائد الفرقة العاشرة                                 | فتاة جميلة وصديقة لغين تطيع توشيرو قائدها كثيرًا وأحيانًا تستخدم أسلوب الإغراء لتنفيذ رغباتها.                                                                                           |
| كينباتشي زاراكي                   | شينيغامي          | مجتمع الأرواح | قائد الفرقة الحادية عشر                                   | "كينباتشي" اسم يُطلق على أقوى شينيغامي في عصره، حيث أن يمتلك طاقة روحية عالية وحبه للقتال لا نهائي. لديه عادة عدم قتل خصومه الأقوياء لكي يعودوا ويبارزونه مجددًا واسم سيفه (نوزاراشي)    |
| ياتشيرو كوساجيشي                  | شينيغامي          | مجتمع الأرواح | نائبة قائدة الفرقة الحادية عشر                            | طفلة وجدها زاراكي فأصبحت ترافقه في كل مكان معه وهي قوية لأنها لا تتأثر بقوته الجبارة.                                                                                                  |
| مايوري كوروتسوتشي                 | شينيغامي          | مجتمع الأرواح | قائد الفرقة الثانية عشر                                   | يحب العلم وإجراء التجارب وكان قبل ذلك مجرمًا محبوسًا. |
| نيمو كوروتسوتشي                   | شينيغامي          | مجتمع الأرواح | نائبة قائد الفرقة الثانية عشر                             | هي شينيغامي من صنع مايوري يمكنه إعادتها للحياة متى شاء. |
| جوشيرو أوكيتاكي {ميت}             | شينيغامي          | مجتمع الأرواح | قائد الفرقة الثالثة عشر                                   | من أقدم القادة في فرق الحماية الملكية الثلاثة عشر وتلميذ ياماموتو ولديه مبدأ تنفيذ ما يراه صائبًا مهما كانت الظروف.                                                                     |
| روكيا كوتشيكي                     | شينيغامي          | مجمتع الأرواح | نائبة قائد الفرقة الثالثة عشر                             | صديقة إيشتيغو وهي من أعطاه قوة الشينيغامي لأجل إنقاذ عائلته. |

### الهيوكو موندو (عالم الهولو)
| اسم الشخصية                         | العرق  | الانتماء    | الوظيفة                                        | وصف |
| ----------------------------------- | ------ | ----------- | ---------------------------------------------- | --- |
| يامي ريالغو (ميت)                   | آرانكر | جيش آيزن    | الإسبادا العاشر سابقًا                          | هو الإسبادا العاشر لكن عند إطلاق سيفه يصبح الإسبادا صفر. هو آرانكر ضخم لا يستطيع استشعار الطاقة الروحية ويحب القتال حبًا شديدًا.                                                                |
| كويوتي ستارك (ميت)                  | آرانكر | جيش آيزن    | الإسبادا الأول سابقًا                           | هو الإسبادا الأول. انقسمت روحه إلى نصفين إحداهما هو والنصف الآخر هو ليلينيت جينجربك. وهو شخص كسول ويحب النوم كثيرًا.                                                                           |
| باراغان لويسنبيرن (ميت)             | آرانكر | نفسه        | الإسبادا الثاني سابقًا حاكم الهيوكو موندو سابقًا | هو الإسبادا الثاني. قبل قدوم آيزن، كان هو حاكم الهيوكو موندو. يكره آيزن كثيرًا لأنه سلب منه مُلكه.                                                                                              |
| تيير هاريبيل                        | آرانكر | نفسها       | الإسبادا الثالثة حاكمة الهيوكو موندو           | هي الإسبادا الثالث. شخصية هادئة، ومصدر قوتها يأتي من المعاناة. تحب أتباعها إيميلو أباتشي وفورانشيسوكا ميلا روزا وشيان سون سون.                                                                |
| ألوكيورا شيفير (ميت)                | آرانكر | جيش آيزن    | الإسبادا الرابع سابقًا                          | هو الإسبادا الرابع. شخص بارد جدًا وهادئ لكنه لا يؤمن بوجود العواطف والمشاعر والأشياء غير المعنوية. يمكنه مهاجمة حلفائه إن وقفوا في طريقه. هو الإسبادا الوحيد الذي تمكن من إتقان إطلاقين لسيفه. |
| نويتورا غيلغا (ميت)                 | آرانكر | جيش آيزن    | الإسبادا الخامس سابقًا                          | هو الإسبادا الخامس. شخص وقح وعنصري لا يحب أن تتغلب عليه أنثى. |
| غريمجو جاغاجكو                      | آرانكر | نفسه        | الإسبادا السادس                                | هو الإسبادا السادس. شخص عدواني محب للقتال. يمكن أن يهدد مصالح الآخرين لأجل مصلحته الخاصة. |
| زوماري رورو (ميت)                   | آرانكر | جيش آيزن    | الإسبادا السابع سابقًا                          | هو الإسبادا السابع. هو شخص هادئ وقليل الكلام. لكنه يكره دفاع الشينيغامي عن البشر. |
| زايلوبورو غرانز (ميت)               | آرانكر | جيش آيزن    | الإسبادا الثامن سابقًا                          | هو الإسبادا الثامن. هو شخص هادئ محب للتجارب ويعد "عالم" المجوفين. |
| آرونيرو آرويرو (ميت)                | آرانكر | جيش آيزن    | الإسبادا التاسع سابقًا                          | هو الإسبادا التاسع. لديه القدرة على سرقة قدرات الآخرين عندما يموتوا. |
| ليلينيت جينجربك (ميتة)              | آرانكر | جيش آيزن    | تابعة للأول سابقًا                              | من أتباع الإسبادا الأول؛ لكنها في الحقيقة نصفه الآخر. مرحة وتحب المشي مع ستارك. |
| إيميلو أباتشي                       | آرانكر | تيير هاريبل | تابعة للثالثة                                  | من أتباع الإسبادا الثالثة. وهي عنيفة وغير صبورة. |
| فورانشيسوكا ميلا روزا               | آرانكر | تيير هاريبل | تابعة للثالثة                                  | من أتباع الإسبادا الثالثة. هي عقلانية أكثر من أباتشي لكنها أيضًا سريعة الغضب. |
| شيان سون سون                        | آرانكر | تيير هاريبل | تابعة للثالثة                                  | من أتباع الإسبادا الثالثة. هي الأكثر هدوءًا وذكاءً في ثلاثي الإسبادا هاريبل. |
| نيليل تو أوديلشوفانك                | آرانكر | إيتشيغو     | إسبادا سابقة                                   | كانت في الماضي الإسبادا الثالثة. شخصية طيبة ومرحة تحب إيتشيغو كثيرًا. |
| لوبي أنتينور (ميت)                  | آرانكر | جيش آيزن    | إسبادا سابق                                    | تم تعيينه الإسبادا السادس ليحل محل غريمجو الذي عوقب. قتله غريمجو ليعود إلى منصبه. |
| دوردوني أليساندرو ديل سوكاشيو (ميت) | آرانكر | جيش آيزن    | إسبادا سابق                                    | إسبادا سابق. وهو طيب ومحب للقتال. كان يود أن يعيده آيزن إلى منصبه. |
| شيروشي ساندرويشي                    | آرانكر | جيش آيزن    | إسبادا سابقة                                   | إسبادا سابقة. تحب القتال وشريرة نوعًا ما. |
| غانتينبين موسكيدا                   | آرانكر | جيش آيزن    | إسبادا سابق                                    | أثناء قتاله مع سادو أظهر رحمة منه وحب لقتاله. |
| وندروايز مارغيلا (ميت)              | آرانكر | جيش آيزن    | آرانكر                                         | قوته تُقارن بالإسبادا، بالإضافة إلى أن آيزن قد محى شخصيته وذكرياته لأجل إعطاءه قوة السيطرة على سيف ياماموتو (القائد الأعلى).                                                                   |
| بيشي غاتيشي                         | آرانكر | نيليل       | آرانكر                                         | كان تابعًا لنيليل عندما كانت إسبادا. عادةً ما يختبئ قبل مواجهة أعدائه. |
| دوندونتشكا برستين                   | آرانكر | نيليل       | آرانكر                                         | كان تابعًا لنيليل عندما كانت إسبادا. |
| غراند فيشر (ميت)                    | آرانكر | جيش آيزن    | آرانكر                                         | هو من قتل أم إيتشيغو. حاربه إيتشيغو مرة؛ لكنه ظهر بعد فترة فحاربه إيشين وقتله. |

## الألعاب إلكترونية
تم إنشاء عدد من ألعاب الفيديو تضم شخصيات من سلسلة بليتش، في المقام الأول ولكن ليس ألعاب القتال حصريًا. أول لعبة فيديو تم إصدارها من سلسلة بليتش كانت بليتش: أرواح شجاعة ، والتي ظهرت لأول مرة في 24 مارس 2005، على سوني بلاي ستيشن بورتبل. حاليًا، تم إصدار غالبية الألعاب فقط في اليابان، على الرغم من أن سيجا قامت بترجمة أول ثلاث ألعاب نينتندو دي أس وأول لعبة وي لأمريكا الشمالية. حتى الآن، تم تطوير ونشر جميع ألعاب بليتش المخصصة لوحدات تحكم سوني من قبل سوني إنتراكتيف إنترتينمنت، في حين تم تطوير ونشر ألعاب نينتندو بواسطة سيجا، وألعاب نينتندو دي إس تم تطويرها بواسطة شركة تريجر (شركة)..  كما تم إصدار لعبتين للهواتف المحمولة في عام 2014 (بليتش: بانكاي باتورو) و2015 (بليتش: أرواح شجاعة) للسلسلة، والتي تتوفر لنظامي التشغيل آي أو إس وأندرويد (نظام تشغيل).  في عام 2017، أعلنت شركة لاين (شركة) عن إطلاق لعبة حصرية لتطبيق الاتصال الخاص بها تسمى بليتش: براديس لوست.

## أوفا بليتش
- بليتش: ذكريات في المطر (BLEACH Memories in the rain)
- بليتش: نوبة السيف المختوم (BLEACH The Sealed Sword Frenzy)

## سلسلة أفلام بليتش
- بليتش: ذكريات اللا أحد (劇場版BLEACH MEMORIES OF NOBODY)
- بليتش: تمرد غبار الماس (劇場版BLEACH The DiamondDust Rebellion もう一つの氷輪丸)
- بليتش: التلاشي إلى الأسود (劇場版BLEACH Fade to Black 君の名を呼ぶ)
- بليتش: قصيدة الجحيم (劇場版BLEACH 地獄篇)

## الجوائز والترشيحات
| قائمة الجوائز والترشيحات | قائمة الجوائز والترشيحات | قائمة الجوائز والترشيحات | قائمة الجوائز والترشيحات     | قائمة الجوائز والترشيحات | قائمة الجوائز والترشيحات |
| السنة                    | الجائزة                  | الفئة                    | المستلم                      | النتيجة                  | م.                       |
| ------------------------ | ------------------------ | ------------------------ | ---------------------------- | ------------------------ | ------------------------ |
| 2025                     | جوائز كرانشي رول للأنمي  | أفضل سلسلة أنمي مستمرة   | بليتش: حرب الألف سنة الدموية | رُشِّح                      | [ 14 ]                   |
| 2025                     | جوائز كرانشي رول للأنمي  | أفضل أنمي آكشن           | بليتش: حرب الألف سنة الدموية | رُشِّح                      | [ 14 ]                   |

## وصلات خارجية
- بليتش مانغا بليتش في My Anime List
- بليتش أنمي بليتش في My Anime List
- موسوعة بليتش